# 胡士瑾
胡士瑾（？—？），字鍾郎，號澹園，南直隶池州府貴池縣人，明末清初官员。

## 生平
崇祯九年（1636年）丙子科應天乡试舉人，十三年（1640年）庚辰科会试三十六名，三甲五十五名進士，户部观政，本年授乌程县知县，十六年调仁和县。

## 家族
曾祖胡朴，楚府引礼；祖胡應忠，東城指挥；嗣祖胡元忠，益府引礼；嗣父胡允脩，太学生；父胡允良，太学生。